# Théorème de Niven
En mathématiques, le théorème de Niven, d'après Ivan Niven, énonce que les seules valeurs rationnelles θ dans l'intervalle 0° ≤ θ ≤ 90° telles que leur sinus soit aussi rationnel sont:
{\displaystyle {\begin{aligned}\sin 0^{\circ }&=0,\\[10pt]\sin 30^{\circ }&={\frac {1}{2}},\\[10pt]\sin 90^{\circ }&=1.\end{aligned}}}
Ce théorème apparaît comme le corollaire 3.12 de l'ouvrage de Niven sur les nombres irrationnels.
Le théorème s'étend à d'autres fonctions trigonométriques. Pour des valeurs rationnelles de θ, les seules valeurs rationnelles du sinus et cosinus sont 0, ±1/2, et ±1 ; les seules valeurs rationnelles de la sécante et de la cosécante sont ±1 et ±2 ; et pour la tangente et cotangente, ce sont 0 et ±1.